# Charles Frederick Hotham

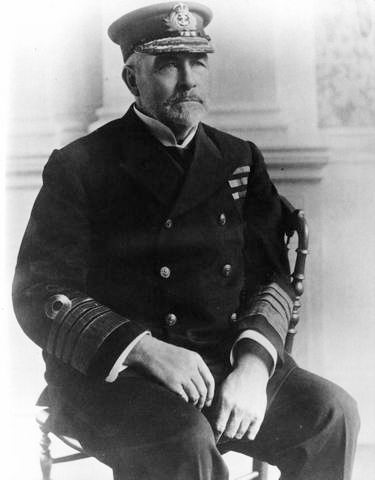
Charles Frederick Hotham

Sir Charles Frederick Hotham, GCB, GCVO (* 20. März 1843 in York, Yorkshire, England; † 22. März 1925 in London) war ein britischer Seeoffizier der Royal Navy und zuletzt Flottenadmiral, der unter anderem zwischen 1890 und 1893 Oberkommandierender der Marinestation Pazifik (Commander-in-Chief, Pacific Station), von 1897 bis 1899 Oberkommandierender der Marinestation Sheerness (Commander-in-Chief, Sheerness) sowie zwischen 1900 und 1903 Oberkommandierender der Marinebasis Portsmouth (Commander-in-Chief, Portsmouth) war.

## Leben

### Familiäre Herkunft, Ausbildung und Verwendungen als Seeoffizier

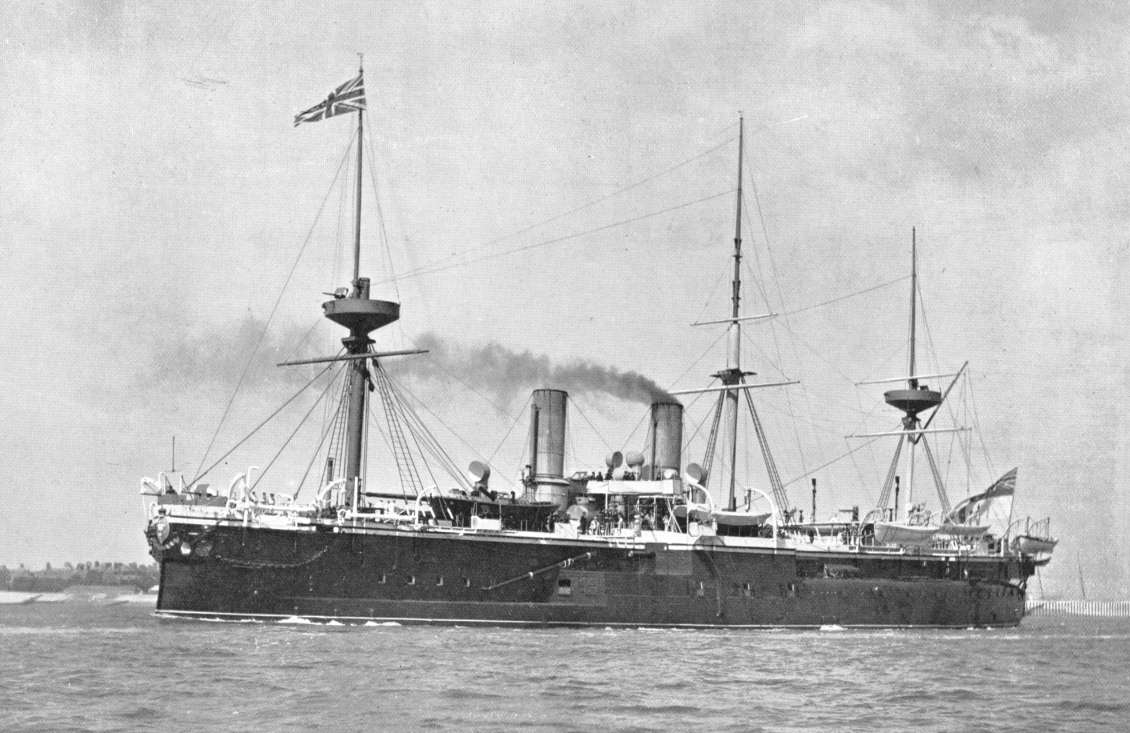
1882 war Kapitän zur See Hotham Kommandant des Panzerschiffs HMS Alexandra.

Charles Frederick Hotham war der älteste Sohn von John Hotham (1805–1881), der als Hauptmann in der Bengal Horse Artillery diente, und dessen erster Ehefrau Maria Elizabeth Thompson († 1853). Sein jüngerer Bruder war Brigadier John Hotham, CB (1851–1932), der zwischen 1916 und 1918 als Inspector-General of Remounts für den Kauf und die Ausbildung von Pferden und Maultieren als Ersatzpferde für die British Army verantwortlich war. Er selbst absolvierte eine Ausbildung zum Seeoffizier in der Royal Navy und wurde am 17. Februar 1863 zum  Lieutenant befördert, woraufhin er im November 1863 unter dem Kommando von Captain William Saltonstall Wiseman an Bord der Fregatte HMS Curacoa in den Neuseelandkriegen zum Einsatz kam. Nach seiner Beförderung zum Commander am 19. April 1865 übernahm er am 16. August 1867 den Posten als Kommandant des zur Mittelmeerflotte (Mediterranean Fleet) gehörenden Kanonenbootes HMS Jaseur.
Am 29. Dezember 1871 wurde Hotham zum Captain befördert und war zwischen dem 9. Februar 1877 und dem 9. November 1880 Kommandant der zur Marinestation China (China Station) gehörenden Korvette HMS Charybdis. Er übernahm am 11. Juli 1882 den Posten als Kommandant des Panzerschiffs HMS Alexandra, Flaggschiff von Admiral Beauchamp Seymour, mit dem er während des Anglo-Ägyptischen Krieges (1882) an der Beschießung von Alexandria teilnahm. Für seine militärische Verdienste wurde er am 14. August 1882 zum Companion des Order of the Bath (CB) ernannt.

### Aufstieg zumAdmiral of the Fleet
Nach seiner Beförderung zum Rear-Admiral am 6. Januar 1888 gehörte Charles Frederick Hotham dem zweiten Kabinett Salisbury vom 30. Januar 1888 bis zum 16. Dezember 1889 als Junior Naval Lord der Admiralität an. Er übernahm am 4. Februar 1890 von Konteradmiral Algernon Heneage den Posten als Oberkommandierender der Marinestation Pazifik (Commander-in-Chief, Pacific Station). Dieses Kommando hatte er bis zum 4. Mai 1893 inne und wurde daraufhin von Konteradmiral Henry Frederick Stephenson abgelöst.
Hotham wurde am 1. September 1893 zum Vice-Admiral befördert und am 25. Mai 1895 als Knight Commander des Order of the Bath (KCB) geadelt, so dass er fortan das Prädikat „Sir“ führte. Am 10. Dezember 1897 wurde er als Nachfolger von Vizeadmiral Sir Henry Nicholson neuer Oberkommandierender der Marinestation Sheerness (Commander-in-Chief, Sheerness) und behielt dieses Kommando bis zum 13. Juli 1899, woraufhin Vizeadmiral Sir Nathaniel Bowden-Smith ihn ablöste. In dieser Funktion erfolgte am 13. Januar 1899 auch seine Beförderung zum Admiral.
Zuletzt übernahm Admiral Sir Charles Frederick Hotham am 3. Oktober 1900 von Admiral Sir Michael Culme-Seymour, 3. Baronet den Posten als Oberkommandierender der Marinebasis Portsmouth (Commander-in-Chief, Portsmouth) und bekleidete diesen bis zum August 1903, woraufhin Admiral Sir John Fisher seine dortige Nachfolge antrat. Als Anerkennung für die Leitung der zeremoniellen Marineveranstaltungen bei der Beerdigung von Königin Victoria wurde er am 8. März 1901 zum Knight Grand Cross des Royal Victorian Order (GCVO) geschlagen. Im Zuge der Birthday Honours wurde er ferner am 9. November 1902 zum Knight Grand Cross des Order of the Bath (GCB) erhoben. Er wurde am 30. August 1903 zum Admiral of the Fleet befördert und trat am 20. März 1913 in den Ruhestand.
Charles Frederick heiratete am 28. Februar 1872 Margaret Milne-Home († 1918), Tochter des Geologen und Mineralogen David Milne-Home, FRSE, FGS (1805–1890). Aus dieser Ehe gingen eine Tochter und zwei Söhne hervor, darunter Sir Alan Geoffrey Hotham (1876–1965), der ebenfalls Admiral der Royal Navy, von 1921 bis 1923 Kommandeur der Seeabteilung Neuseeland (New Zealand Division of the Royal Navy), zwischen 1924 und 1927 Direktor des Marinenachrichtendienstes NID (Naval Intelligence Division) war sowie von 1934 bis 1959 das Ehrenamt des Gentleman Usher of the Blue Rod bekleidete.

## Hintergrundliteratur
- B. J. Dalton: War and Politics in New Zealand 1855–1870, Sydney, Sydney University Press, 1967
- Tony Heathcote: The British Admirals of the Fleet 1734–1995, Pen & Sword, 2002, ISBN 0-85052-835-6